# Brelinger Berg

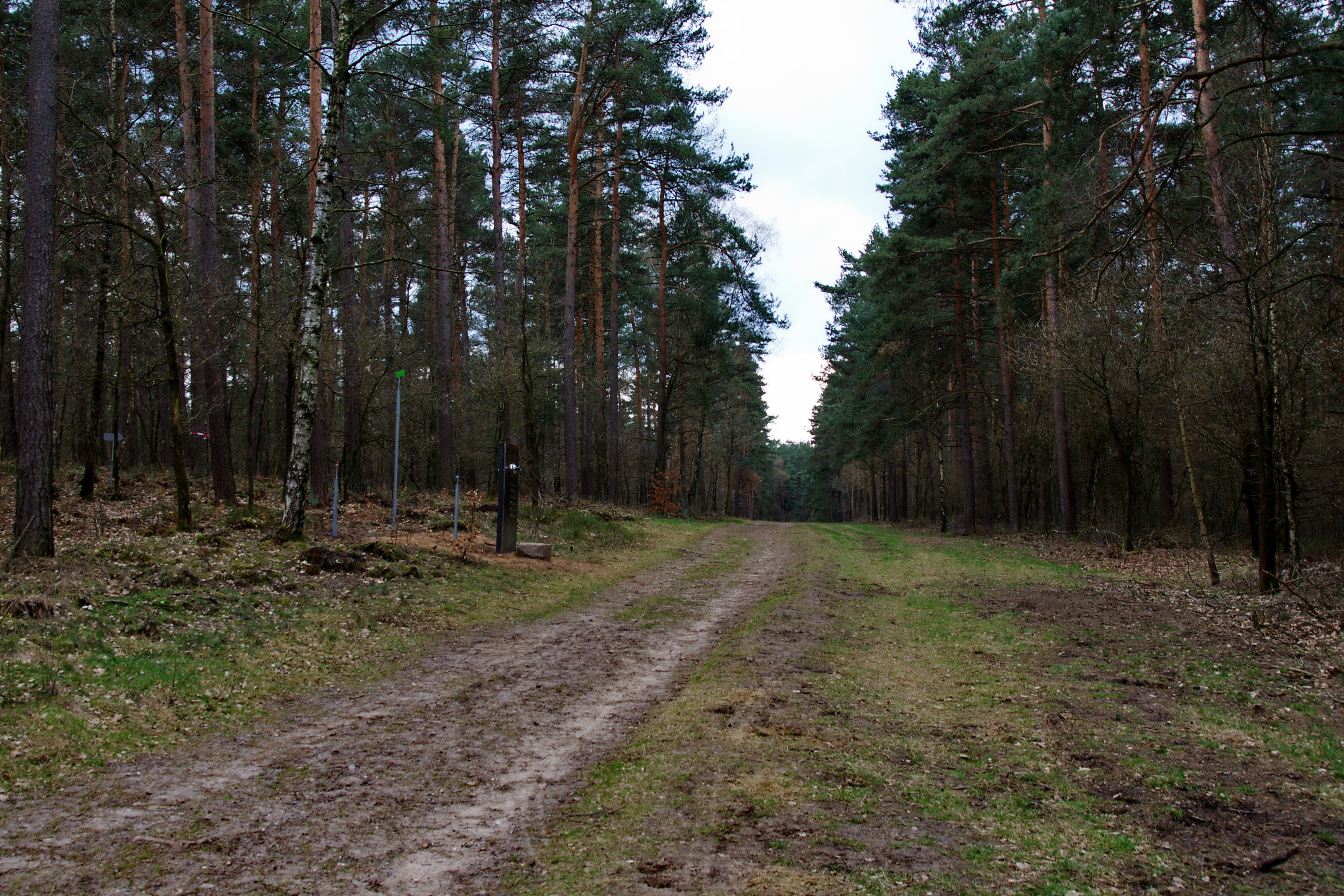
Erlebnispfad auf dem Brelinger Berg

Der Brelinger Berg ist eine 92 m ü. NHN hohe Erhebung der Landschaft Wedemark in der Gemeinde Wedemark im Norden der Region Hannover in Niedersachsen.

## Geographie

### Lage
Der Brelinger Berg erhebt sich jeweils im Norden der Landschaft und Gemeinde Wedemark. Neben Brelingen ordnen sich die Wedemärker Ortsteile Abbensen, Duden-Rodenbostel, Oegenbostel, Bennemühlen, Hellendorf und Negenborn um die Erhebung herum an. Östlich bis nördlich vorbei an der Erhebung fließt die Große Beeke und südlich bis westlich der Jürsenbach, die beide in die Leine münden.

### Naturräumliche Zuordnung
Der Brelinger Berg gehört in der naturräumlichen Haupteinheitengruppe Weser-Aller-Flachland (Nr. 62), in der Haupteinheit Hannoversche Moorgeest (622) und in der Untereinheit Nord-Hannoversche Moorgeest (622.1) zum Naturraum Brelinger Berge (622.15). Nach Süden leitet die Landschaft in den Naturraum Nord-Hannoversche Moore (622.14) über. Nach Westen fällt sie in den zur Untereinheit Westliche Aller-Talsande (627.1) zählenden Naturraum Vesbeeker Talrand (627.16) ab und nach Norden und Osten in den zur Untereinheit Südliche Aller-Talsande (627.2) gehörenden Naturraum Hoper Niederungen (627.20), die Teil der Haupteinheit Aller-Talsandebene (627) sind.

## Geologie
Der Brelinger Berg wurde durch das Gletschereis der Saaleeiszeit vor etwa 230.000 Jahren zu einer Stauchendmoräne der Rehburger Phase aufgetürmt.

## Schutzgebiete
Auf dem Brelinger Berg liegt das Landschaftsschutzgebiet Brelinger Berge (CDDA-Nr. 320078; 1967 ausgewiesen; 9,845 km² groß). Außerdem befindet sich dort ein zirka 5 ha großes Gelände des NABU Wedemark. Auf dieser relativ feuchten Fläche, die bis Mitte der 1970er Jahre dem Sand- und Kiesabbau diente, soll der Tier- und Pflanzenwelt ein Rückzugsgebiet natürlicher Ursprünglichkeit geboten werden.

## Sonstiges
Der intensive Sand- und Kiesabbau im gesamten Gebiet des Brelinger Berges hat tiefe Spuren in der Landschaft hinterlassen, die durch schrittweise Renaturierung der Natur zurückgegeben werden sollen.
Das Projekt „Bewegte Steine – ein eiszeitlicher Erlebnispfad“ wurde im Jahr 2008 mit der ersten Station begonnen und der Öffentlichkeit vorgestellt. Es war der Beitrag der Gemeinde Wedemark zum Aktionsjahr „Gartenregion 2009“.
Ein Gaußstein an der höchsten Stelle auf 92 Meter erinnert an die von dem Mathematiker und Geodäten Carl Friedrich Gauß 1828 dort durchgeführte Landesvermessung.

## Legende
Um die Entstehung der Brelinger Berge rankt sich folgende Legende: Vor langer Zeit hätten dort zwei Riesen miteinander gekämpft. Sie bewarfen sich mit Felsen bis einer von ihnen zu Fall kam und unter diesen Steinen beerdigt wurde. Aus diesem Hügelgrab entstanden die Brelinger Berge. Es wird sich auch erzählt, dass zwei Riesen sich besuchen wollten. Der eine machte sich auf den Weg zum Deister und als er durch die sandige Wedemark schlenderte, war sein Stiefel bald voller Sand. Er machte Halt, um seinen Stiefel zu leeren. Und als er den Sand aus seinem Stiefel kippte, da blieb im Brelinger Wald ein Hügel zurück, der Brelinger Berg. Eine Skulptur des Brelinger Riesen steht am nördlichen Rand des Ortes mit einem Koffer auf dem Acker, die auf Brelingen herabschaut.

## Galerie

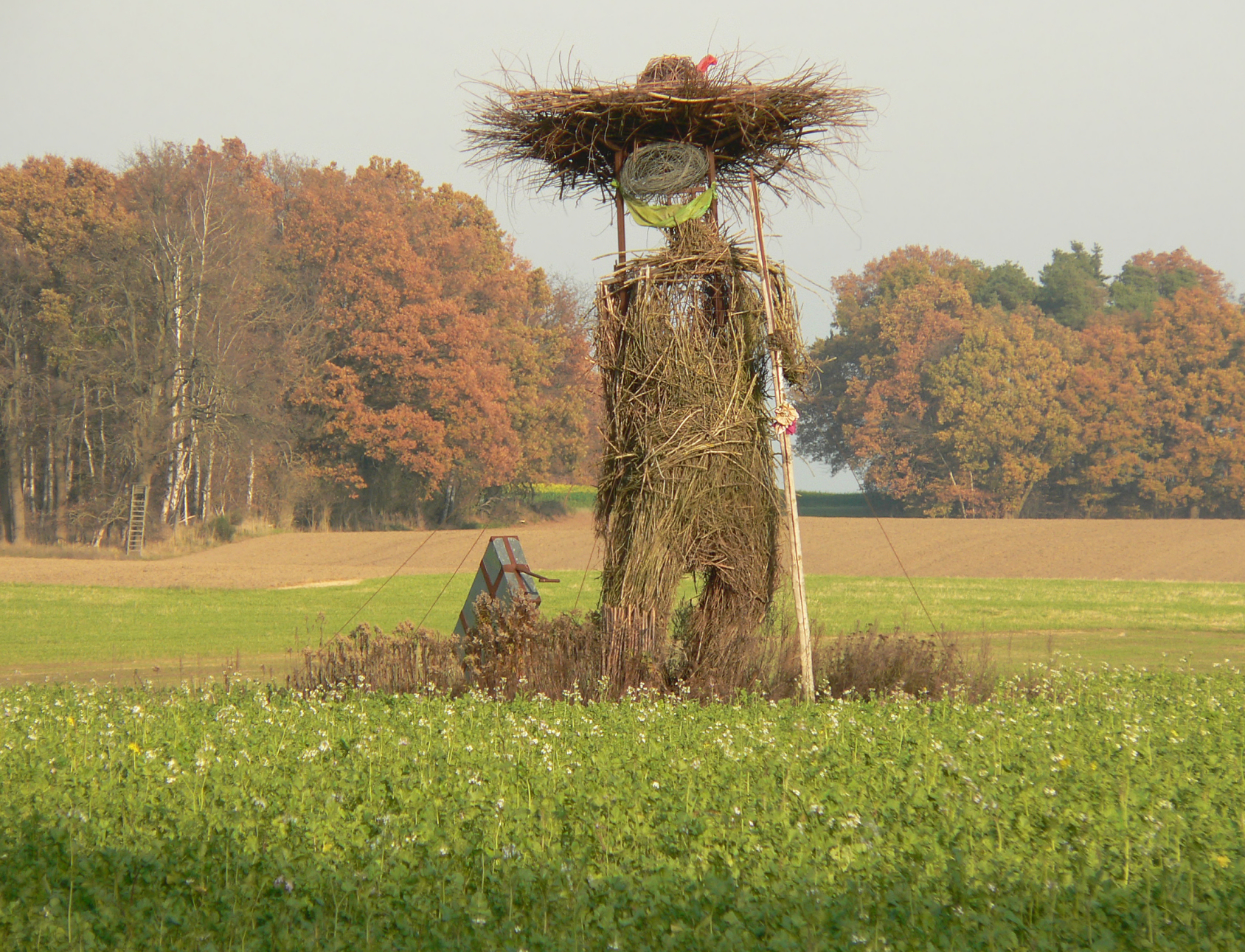
Die mehrere Meter hohe Figur des Brelinger Riesen aus Weidenruten
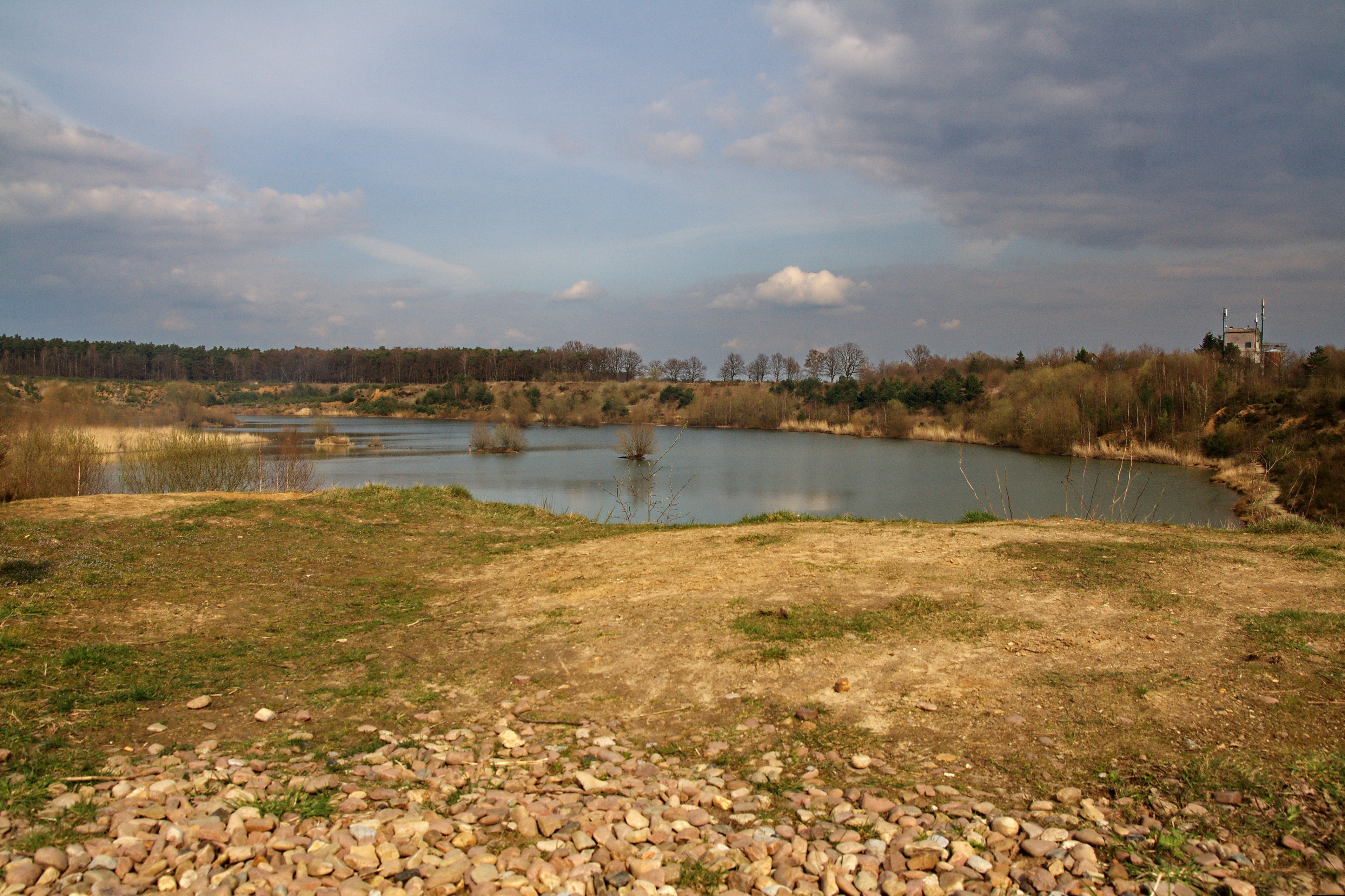
Kiesteich bei Brelingen
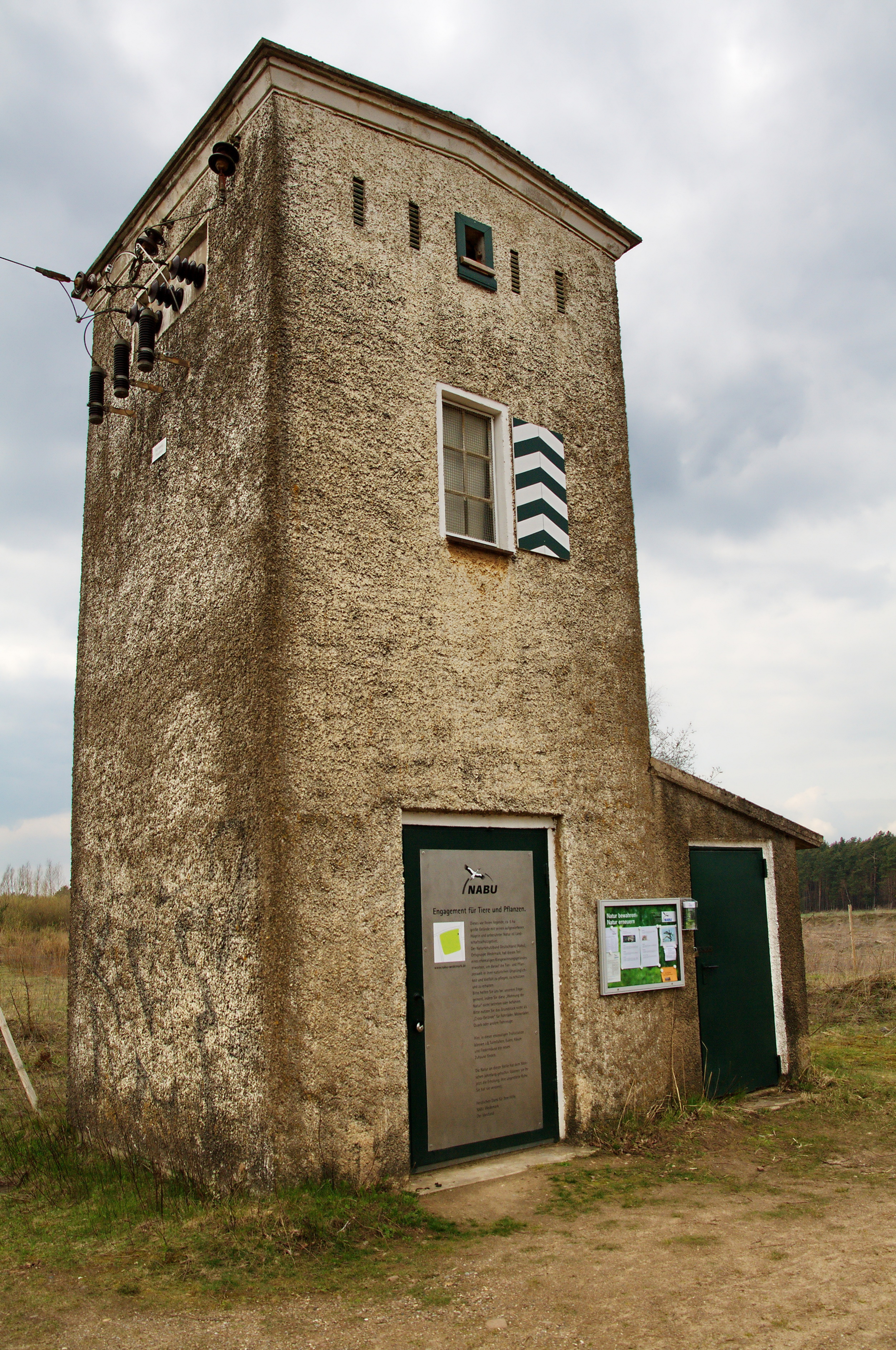
Trafoturm des NABU
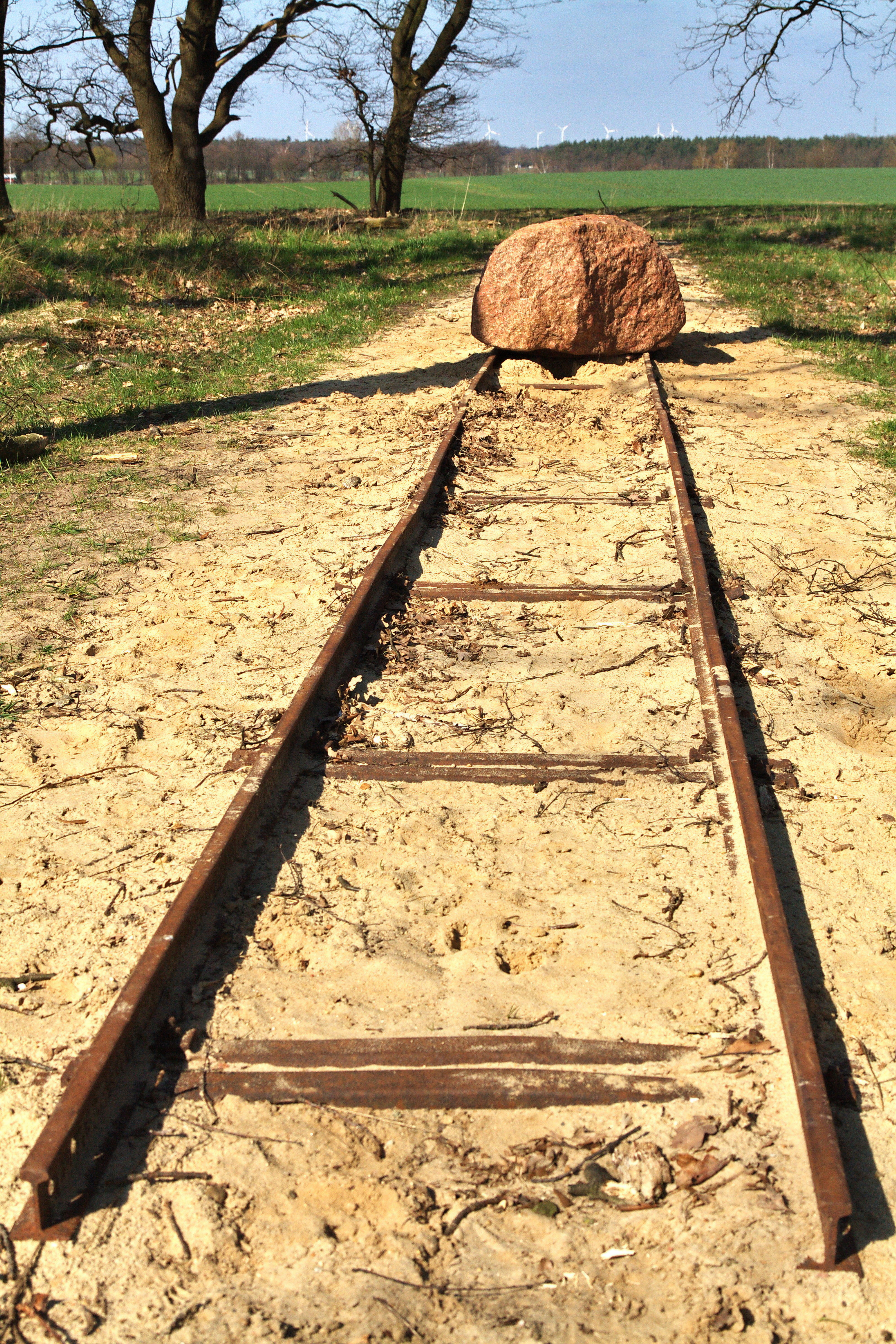
Skulptur „Bewegter Stein“ bei Bennemühlen
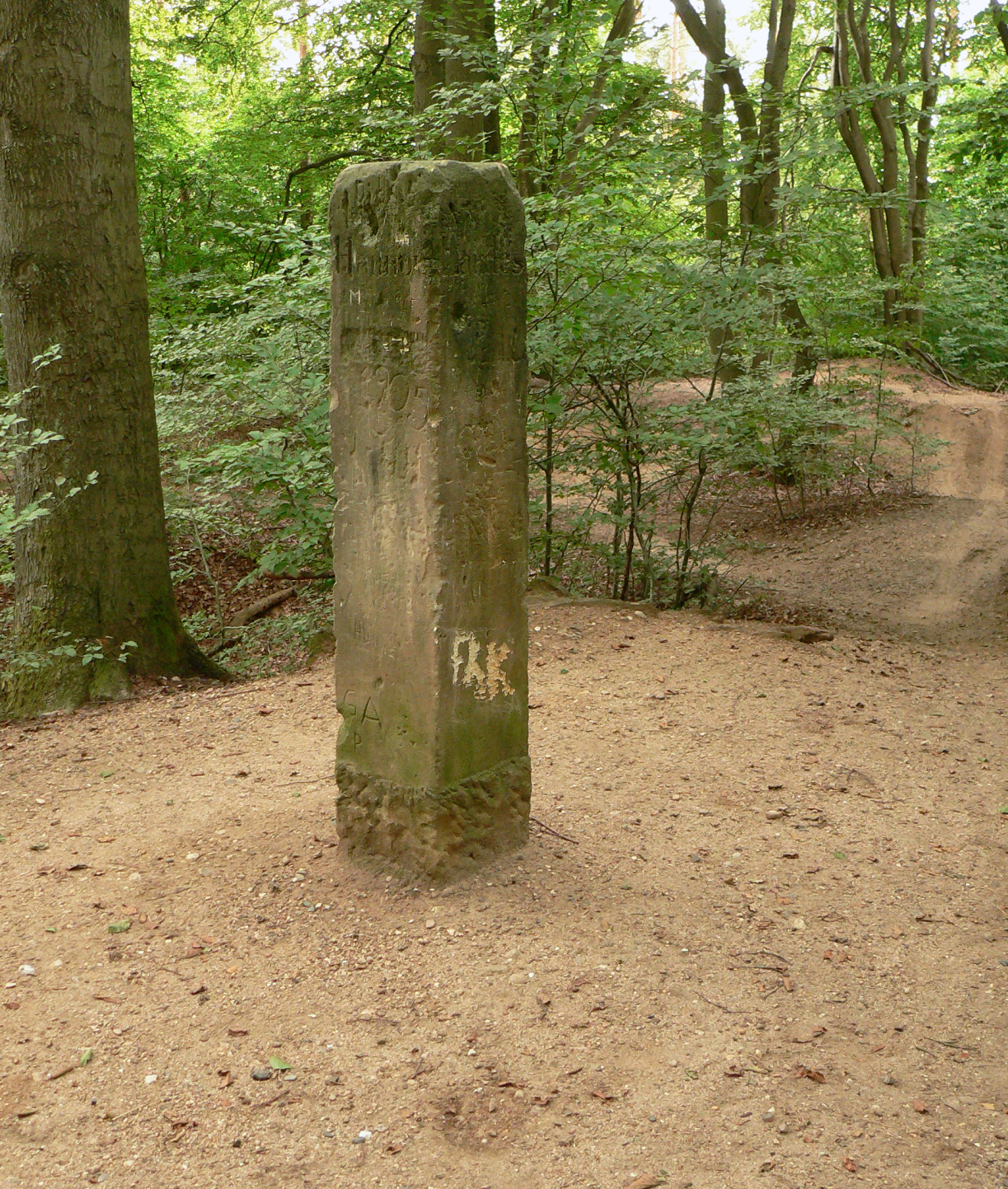
Gaußstein auf der höchsten Stelle des Berges